# Marta Bassino
Marta Bassino (Cuneo, 27 februari 1996) is een Italiaanse alpineskiester. Ze werd wereldkampioene op de parallelreuzenslalom in haar eigen land in 2021, en op de Super G in 2023. In 2021 won ze de wereldbeker op de reuzenslalom.

## Carrière
Bassino maakte haar wereldbekerdebuut in maart 2014 in Lenzerheide. In oktober 2014 scoorde de Italiaanse in Sölden haar eerste wereldbekerpunten. Op de wereldkampioenschappen alpineskiën 2015 in Beaver Creek viel ze uit in de tweede manche. In maart 2015 behaalde Bassino in Åre haar eerste toptienklassering in een wereldbekerwedstrijd. In oktober 2016 stond de Italiaanse in Sölden voor de eerste maal in haar carrière op het podium van een wereldbekerwedstrijd. In Sankt Moritz nam ze deel aan de wereldkampioenschappen alpineskiën 2017. Op dit toernooi eindigde ze als elfde op de reuzenslalom en als zeventiende op de alpine combinatie. Tijdens de Olympische Winterspelen van 2018 in Pyeongchang eindigde Bassino als vijfde op de reuzenslalom en als tiende op de alpine combinatie.
Op de wereldkampioenschappen alpineskiën 2019 in Åre eindigde de Italiaanse als dertiende op zowel de alpine combinatie als de reuzenslalom. Op 30 november 2019 boekte ze in Killington haar eerste wereldbekerzege. Een seizoen later won ze maar liefst vier wedstrijden en het eindklassement van de wereldbeker reuzenslalom.
Op de WK 2021 in het Italiaanse Cortina d'Ampezzo, stond Bassino in de finale van de parallelreuzenslalom. Ze moest in de tweede run van de finale, een halve seconde goedmaken op Katharina Liensberger. Dat lukte: ze kwamen tegelijkertijd over de streep, en daarom kregen ze allebei de gouden medaille. Twee jaar later werd ze wereldkampioene op de Super G, door een indrukwekkend snelle tweede helft van de afdaling.

## Resultaten

### Olympische Spelen
| Jaar | Plaats      | Resultaten                                                              |
| ---- | ----------- | ----------------------------------------------------------------------- |
| 2018 | Pyeongchang | 5e Reuzenslalom 10e Alpine combinatie DNF1 Slalom                       |
| 2022 | Peking      | 8e Landenwedstrijd 17e Super G DNF2 Alpine combinatie DNF1 Reuzenslalom |

### Wereldkampioenschappen
| Jaar | Plaats             | Resultaten                                                            |
| ---- | ------------------ | --------------------------------------------------------------------- |
| 2015 | Beaver Creek       | DNS2 Reuzenslalom                                                     |
| 2017 | Sankt Moritz       | 11e Reuzenslalom 17e Alpine combinatie                                |
| 2019 | Åre                | 13e Reuzenslalom 13e Alpine combinatie                                |
| 2021 | Cortina d'Ampezzo  | Parallelreuzenslalom · 6e Combinatie · 11e Super G · 13e Reuzenslalom |
| 2023 | Courchevel-Méribel | Super G · 5e Reuzenslalom · 11e Parallel · DNF1 Combinatie            |
| 2025 | Saalbach           | 16e Super G DNF1 Reuzenslalom                                         |

### Wereldbeker
Eindklasseringen
| Seizoen   | Algm | AD  | SL  | RS    | SG  | PAR | SC |
| --------- | ---- | --- | --- | ----- | --- | --- | -- |
| 2014/2015 | 61e  | –   | –   | 20e   | 47e |     | –  |
| 2015/2016 | 45e  | 49e | –   | 13e   | –   | 35e |    |
| 2016/2017 | 18e  | –   | –   | 6e    | 35e | 20e |    |
| 2017/2018 | 25e  | 35e | –   | 12e   | 35e | 4e  |    |
| 2018/2019 | 27e  | 37e | –   | 9e    | 29e | 9e  |    |
| 2019/2020 | 5e   | 11e | –   | 4e    | 10e | 6e  | 6e |
| 2020/2021 | 6e   | 29e | 43e | Goud  | 6e  | 5e  |    |
| 2021/2022 | 10e  | 35e | –   | 5e    | 10e | 4e  |    |
| 2022/2023 | 8e   | 32e | –   | Brons | 8e  |     |    |
| 2023/2024 | 9e   | 9e  | –   | 9e    | 9e  |     |    |
| 2024/2025 | 22e  | 21e | -   | 26e   | 11e |     |    |

Wereldbekerzeges
| Datum      | Plaats        | Onderdeel    |
| ---------- | ------------- | ------------ |
| 30/11/2019 | Killington    | Reuzenslalom |
| 17/10/2020 | Sölden        | Reuzenslalom |
| 12/12/2020 | Courchevel    | Reuzenslalom |
| 16/01/2021 | Kranjska Gora | Reuzenslalom |
| 17/01/2021 | Kranjska Gora | Reuzenslalom |
| 10/12/2022 | Sestriere     | Reuzenslalom |
| 17/02/2024 | Crans-Montana | Afdaling     |